# Bulbocerca fulva
Bulbocerca fulva is een insectensoort uit de familie Anisembiidae, die tot de orde webspinners (Embioptera) behoort. De soort komt voor in Mexico (Baja California).
Bulbocerca fulva is voor het eerst wetenschappelijk beschreven door Ross in 1984.